# Lillo Perri
Lillo Perri (Petronà, 25 marzo 1940 – Milano, 30 giugno 2007) è stato un giornalista e editore italiano.

## Biografia
Cresce a Novara dove frequenta il liceo classico e la facoltà di legge a Pavia, che abbandona per entrare in Unilever, la multinazionale anglo-olandese, gigante mondiale del largo consumo sbarcata in Italia nel 1966 azienda considerata il vivaio dei futuri manager del settore del marketing. Assistant product manager, product manager, new product manager, sono i rapidi gradini di una futura carriera, ma gli interessi di Perri sono rivolti ad una più ampia riflessione sulle nuove professioni e alla posizione che stanno occupando nel contesto sociale italiano. S’impegna perciò nell’associazionismo del settore, che inizia allora a definire i suoi scopi, partecipando alla Yaya (Youth in Advertising Association), di cui viene eletto presidente.
La Yaya, “con tremila associati nel mondo dell’advertising, dei media, del marketing, delle relazioni pubbliche  (è) l’unica associazione interdisciplinare con momenti di confronto ad alto livello”, tra cui il convegno organizzato da Perri nel 1970 a Montecarlo. “Anni 70: crisi dei mezzi di comunicazione di massa”, con importanti relatori come Paolo Grassi, e la giornata di studi “Pubblicità e libertà di stampa” (4 dicembre 1971, Club Turati, Milano) presente il ministro Carlo Donat-Cattin e rappresentanti del mondo giornalistico, dei media e della pubblicità.
Nel 1972 Perri inizia sotto l’egida della Yaya la pubblicazione di Pubblicità Domani, un quindicinale su pubblicità e comunicazione di cui è direttore. L’obiettivo è di fornire uno strumento di stampa di settore informativo ma non ghettizzante, critico e attento alle problematiche sociali e politiche dell’epoca. Dopo lo scioglimento della Yaya, Perri prosegue la sua avventura editoriale da solo.
Nel gennaio 1976 Pubblicità Domani diventa settimanale, con una redazione in cui ai giornalisti si affiancano, spesso sotto pseudonimi, pubblicitari affermati ed emergenti, come Pino Pilla ed Emanuele Pirella.
Nel 1979, convinto del valore della comunicazione come chiave d’interpretazione della realtà contemporanea, pubblica La Rivista Illustrata della Comunicazione, su progetto di Umberto Eco, in redazione: Omar Calabrese, Giovanni Anceschi e Patrizia Violi e un comitato scientifico cui partecipano, tra gli altri, Paolo Portoghesi e Gillo Dorfles. Di questa rivista uscirà solo un numero con in apertura un saggio di Noam Chomsky, ma l’iniziativa non potrà avere seguito per problemi di budget.
Nel 1982 Perri promuove il convegno “La sponsorizzazione culturale” alla Piccola Scala di Milano, un focus su un settore innovativo dell’investimento pubblicitario che muove i primi passi in Italia di grande interesse per i responsabili di musei e enti culturali che vedono la possibilità di ampliare la propria attività con l’aiuto di capitali privati. Nell’ambito del convegno viene presentata la proposta di legge del ministro delle Finanze, Rino Formica, per la detassazione degli investimenti culturali. Partecipano oltre al sindaco Carlo Tognoli, il sovrintendente del Teatro alla Scala, Carlo Maria Badini, Carlo Bertelli, sovrintendente dell’Accademia di Brera, politici e responsabili di importanti aziende italiane e straniere, come Olivetti, Fiat e Philips Morris.,.
Nel corso degli gli anni '80 Lillo Perri consolida e sviluppa la sua attività editoriale con nuovi prodotti. Pubblico, un settimanale che integra Pubblicità Domani diventato mensile di approfondimento. Perri invia quotidianamente alcune notizie via telex ai grandi gruppi, aziende e agenzie multinazionali che ne sono dotati, fino a quando la nascita del fax consente l’invio di una newsletter quotidiana.
Con la manifestazione Pubblicità&Successo (prima edizione 1986) una giuria di protagonisti ed esperti del mondo della comunicazione premia ogni anno le migliori campagne pubblicitarie. L’iniziativa, la prima di questo genere, sarà seguita da innumerevoli altre e ha luogo ancora oggi, pur essendo cambiati più volte gli editori,.
Lo sviluppo dell’attività editoriale, con la pubblicazione di annual e guide nel settore delle agenzie pubblicitarie, del marketing e dei media, richiede un riposizionamento dei ruoli. Lillo Perri, ideatore dei nuovi prodotti, assume il ruolo di direttore editoriale, affidandoli poi a direttori responsabili come Fausto Lupetti, che proseguirà in seguito la sua strada come editore di libri, Antonio Pilati, poi consigliere RAI, Gabriele di Matteo, giornalista ed esperto New Media.
Nel 1989, chiuso il rapporto con la precedente società (New International Media), Perri fonda il Gruppo Pubblicità Italia, una joint venture con Stratégies, il più importante gruppo francese di stampa specializzata. La direzione del settimanale Pubblicità Italia, la pubblicazione cardine del gruppo, è affidata successivamente a Salvatore Sagone.
Quando nel 1995 il gruppo francese passa all’inglese Reed Publishing, Perri preferisce continuare da solo e ne acquista tutte le quote. Il Gruppo Pubblicità Italia, settimanale, Annuals e GrandPrix, diventa in breve il più importante del mercato italiano sia in termini di fatturato che di addetti.  Il Gruppo pubblica anche una collana di libri dedicati a personaggi emblematici del mondo della comunicazione, come “Il grande fratello Orco. Biografia non autorizzata di Giuliano Ferrara” e “Il primo della classe”, su Giorgio Gori, allora manager di successo, realizzati da Marco Barbieri e altri giornalisti.
Nel frattempo Perri è ideatore e conduttore di programmi televisivi e radiofonici. Strega o Madonna su Telemontecarlo nel 1994; nel 1995 – 96, Carosello Sogni e bisogni, in onda settimanalmente su RAI VideoSapere, e successivamente la striscia quotidiana Dottor Spot su TMC e poi su Canal Jimmy (1997 – 99). Realizza alcuni reportage dall’Advertising Film Festival di Cannes per RAI1 e Cinespotting, curioso mix tra cinema e pubblicità. per Universal Studios. I programmi, di cui Perri è autore insieme a Mila Vajani, alternano attualità, brevi riflessioni di esperti, e spot di ogni tempo e paese, materiali di un archivio privato di circa 25000 spot.
Dal 1996 al 2002 conduce ogni settimana su RadioRai2 il programma radiofonico d’informazione Consigli per gli acquisti e nel 2004 – 2005 su Radio 24 Strega e Madonna con il medesimo format.
Dopo la vendita del gruppo Pubblicità Italia alla multinazionale anglo olandese VNU Perri dà vita a una nuova iniziativa editoriale, PuntoCom, un quotidiano per il mondo della comunicazione: media, aziende, agenzie di pubblicità e sponsorizzazione, compresi gli aspetti legislativi e politici del sistema. Un progetto di cui affida la direzione a Marco Barbieri, giornalista già caposervizio economia de Ilsole24ore.
Nel 2002 Perri subisce un infarto e nel 2003 cede il quotidiano alla società HDC dove avrà vita breve.
Dal 2005 pubblica la newsletter lilloperri.com (Questa benedetta maledetta pubblicità), con un suo intervento quotidiano (L’indiscreto), che mantiene in scala ridotta lo spirito e la trasversalità di contenuti del quotidiano “con un database composto da circa 9000 operatori del settore, dalle agenzie di pubblicità ai giornalisti che si occupano di comunicazione, dalla direzione marketing dei media ai docenti universitari”.
Da aprile 2006 collabora al settimanale Economy di Mondadori con la rubrica settimanale “No Media”.
Nel 2006 dà vita a S-COM (Sustainable Communication), un’associazione no-profit, con sede a Milano e Bruxelles, con iniziative nel contesto della Unione Europea volte a valorizzare a livello europeo le “best practices” delle aziende nel campo della comunicazione.
Muore nel 2007 in seguito a un secondo infarto.